# Bob Marley: Một tình yêu
Bob Marley: Một tình yêu (tên tiếng Anh: Bob Marley: One Love) là một bộ phim điện ảnh Mỹ thuộc thể loại tiểu sử – âm nhạc – chính kịch ra mắt vào năm 2023 được dựa trên cuộc đời và sự nghiệp của Bob Marley, người nghệ sĩ tiên phong trong dòng nhạc reggae. Phim do Reinaldo Marcus Green làm đạo diễn kiêm viết kịch bản, với sự tham gia diễn xuất của Kingsley Ben-Adir trong vai Bob Marley. Ngoài ra, phim còn có sự tham gia của Lashana Lynch trong vai Rita Marley và James Norton trong vai Chris Blackwell.
Bob Marley: Một tình yêu được công chiếu lần đầu tại rạp chiếu Carib 5 ở Kingston, Jamaica vào ngày 23 tháng 1 năm 2024, và sau đó được Paramount Pictures phát hành tại Mỹ vào ngày 14 tháng 2 năm 2024 và tại Việt Nam vào ngày 15 tháng 3 năm 2024. Sau khi phát hành, bộ phim đã nhận được về những lời nhận xét trái chiều từ giới chuyên môn và hiện đang thu về 123 triệu USD so với kinh phí sản xuất 70 triệu USD.